# Loughborough
Loughborough (pronunție în engleză [ˈlʌfbərə] ⓘ) este un oraș în comitatul Leicestershire, regiunea East Midlands, Anglia. Orașul se află în districtul Charnwood a cărui reședință este. 
Orașul are o universitate, care este situată în sudul acestuia.

## Orașe înfrățite
- Épinal, Franța
- Gembloux, Belgia
- Schwäbisch Hall, Germania
- Zamość, Polonia
- Bhavnagar, India